# DDR4 SDRAM
У рачунарству, DDR4 SDRAM, скраћеница за четврта генерација синхроне динамичке меморије насумичног приступа са двоструком брзином преноса података, је тип синхроне динамичке меморије са случајним приступом (SDRAM) са интерфејсом високе пропусности, који би требало да се појави на тржишту током 2013. е године. То је једна од најновијих варијанти динамичке меморије са случајним приступом (DRAM), од којих су неке у употреби још од почетка 1970-их, и предложени бржи наследник DDR2 и DDR3 технологија. Није компатибилна ни са једним од ранијих типова меморије са случајним приступом (RAM) услед различитих сигналних напона, физичког интерфејса и других фактора.

## Предности
Главна предност у односу на DDR3, је што поседује вишу фреквенцу радног такта и већу брзину преноса података. Подржава од 2133 до 4266 MT/s (милион трансфера по секунди) у поређењу са од 800 до 2133 MT/s код DDR3. и нижи напон (1.05–1.2 V за DDR4, у поређењу са 1.2–1.65 V за DDR3) са идентичном јачином струје. DDR4 такође доноси промену у топологији. Одбацује се приступ повезивања више модула по меморијском каналу у корист један-на-један топологије где је сваки канал меморијског контролера повезан на један модул меморије. Променљиви меморијски простори су такође очекивана опција на серверима.

## Развој и маркетиншка историја
Тело за стандардизацију JEDEC је почело са радом на наследнику DDR3 око 2005-е, око 2 године пре појаве DDR3 у 2007. Детаљна архитектура DDR4 је требало да буде завршена током 2008-е.
Неке значајније информације су објављене 2007-е, и званичник Qimonda-е је објавио додатне детаље у презентацији током Intel Developer Forumа (IDF) у августу 2008-е. За DDR4 је речено да користи 30 nm процес израде на 1.2 волта, са фреквенцом магистрале од 2133 MT/s "стандардне" брзине и 3200 MT/s "ентузијаистичке" брзине, и да ће стићи на тржиште током 2012-е, пре преласка на 1 волт у 2013.
Затим, додатни детаљи су откривени током MemCon 2010 сајма рачунарске индустрије у Токију, на коме је презентација директор JEDEC-а под називом "Време је да промислимо DDR4" са слајдом названимd "Нови путоказ: Реалистичнији путоказ је 2015-а" навела неке сајтове да напишу извештај како је представљање DDR4 вероватно или сигурно одложено до 2015-е. Међутим, тест узорци DDR4 су се појавили у складу са оригиналним распоредом током ране 2011. е године када су произвођачи почели да тврде да су масовна производња и излазак на тржиште заказани за 2012.
DDR4 је требало да представља 5% тржишта DRAM меморија током 2013-е, и да достигне масовно тржиште и 50% маркетиншке заступљености око 2015-е; Од 2013-е је, међутим, прихватање DDR4 било одложено и не очекује се масовна тржишна заступљеност пре 2016-е или касније. Прелазак са DDR3 на DDR4 је тиме дужи од просечних 5 година колико је требало за DDR3 да преузме масовно тржиште од DDR2. Ово је делом због тога што потребне промене на другим компонентама обухватају све друге делове рачунарског система, који морају бити надограђени да раде са DDR4 меморијом.
У фебруару 2009-е, Самсунг нострификовао процес израде од 40 nm за DRAM чипове, што је сматрао "значајним кораком" у развоју DDR4 још од 2009-е, када су DRAM чипови тек започели миграцију на 50 nm процес израде. Јануара 2011-е, Самсунг је најавио почетак тестирања 2 GB DDR4 DRAM модула базираном на процесу израде између 30 и 39 nm. Има максималну брзину трансфера података од 2133 MT/s на 1.2 V, користи pseudo open drain технологију (адаптирану са графичке DDR меморије) и троши 40% мање енергије у односу на еквивалентни DDR3 модул.
Три месеца касније у априлу 2011, Hynix најављује производњу DDR4 модула од 2 GB на 2400 MT/s, који такође ради на 1.2 V и процесу израде између 30 и 39 nm (тачан процес није наведен), додајући да очекује почетак масовне производње у другој половини 2012. Полупроводнички процес за DDR4 би требало да спадне испод 30 nm у периоду између краја 2012 и 2014.
У мају 2012-е Micron Micron најављуједа циља на крај 2012-е за почетак производње за 30 nm модуле.
У јулу 2012-е, Самсунг најављује да је почео са производњом узорака првих баферованих модула од 16 GB (RDIMM) користећи DDR4 SDRAM за сервере у предузећима.
У септембру 2012-е JEDEC је издао финалну спецификацију за DDR4.

### Тржишна перцепција и перспективе
У априлу 2013, новинар код International Data Group (IDG) - амерички технолошко истраживачка фирма која је изворно део IDC - је направио анализу своје перцепције безане за DDR4 SDRAM. Закључци су да повећана популарност преносних рачунара и других уређаја који користе спорију али штедљивију меморију, успорење развоја у сектору традиционалних десктоп рачунара, и консолидација меморијског тржишта, значе да су марже на RAM меморију уске. Као резултат, теже је било постићи циљану првобитну високу цену за прозвод који је нов на тржишту, и капацитет је пребачен на друге секторе; Произвођачи SDRAM меморија и чипсетова су донекле затечени у проблему "кокошке и јајета" где, према извору iSupply, "нико неће да плати високу цену за DDR4 производе, а произвођачи не желе да производе меморију ако неће добро да зараде“. Промена у расположењу тржишта ка десктоп рачунарству и представљање чипсетова са DDR4 подршком од стране Intelа и AMDа би потенцијално могли довести до "агресивног" раста.

### Имплементације
Интелов план за Haswell-E архитектуру у 2014-ој је открио да ће компанија први пут употребити DDR4 SDRAM код Haswell-E процесора. Слично, AMD ће увести подршку за DDR4 са Hierofalcon чипсетом и 2014-ој.

## Техничке спецификације
Нови чипови ће користити извор струје од 1.2 V‍:16 са помоћним напоном од 2.5 V звани VPP,‍:16, насупрот стандардних 1.5 V код DDR3 чипова, и нисконапонским варијантама од 1.05 V које ће се појавити 2013-е. Очекује се да DDR4 буде представљен са брзином трансфера од 2133 MT/s,‍:18 предвиђеном да порасте до потенцијалних 4266 MT/s до 2013-е. Минимална брзина преноса од 2133 MT/s је резултат напретка направљеног са DDR3, који достиже до 2133 MT/s, па није било поенте представљати DDR4 на мањој брзини од те. Techgage је тврдио да Самсунгов тест узорак из јануара 2011-е има CAS кашњење од 13 циклуса такта, што је сразмерно преласку са DDR2 на DDR3.
Интерни блокови су повећани на 16 (4 битова за избор блока), са до 8 редова по модулу.‍:16
Промене у протоколу укључују:‍:20
- Парност на командној/адресној магистрали
- Инверзија магистрале података (као код GDDR4)
- Циклична редундантна провера (CRC) на магистрали података
- Независно програмирање индивидуалних меморија (DRAM) на модулу

Повећана густина меморије је очекивана, вероватно коришћењем TSV ("through-silicon via") или других тродимензионалних итегрисаних кола.
DDR4 спецификација ће укључивати стандардизовано слагање тродимензионалних интегрисаних кола од самог старта према речима JEDEC-а, са залихом до 8 наслаганих чипова.‍:12 X-bit Labs је предвидео "да ће као резултат DDR4 меморијски чипови високе густине постати релативно јефтини“. Предохват остаје на 8n‍:16 са групама блокова, укључујући коришћење две или четири селективне групе блокова.
DDR4 такође најављује промену у топологији. Одбацује се приступ магистрале на коју је повезано више модула у корист један-на-један топологије где је сваки канал меморијског контролера повезан на један модул. Ово наставља тренд већ виђен код ранијег преласка са PCI на PCI Express, где је паралелизам померен са интерфејса на контролер, и вероватно ће поједноставити тајминг у модерним брзим магистралама података. Променљиви меморијски простори су такође очекивана опција за сервере.
Током 2008-е, јавила се забринутост у књизи Wafer Level 3-D ICs Process Technology да нескалирајући аналогни елементи као што су појачивачи струје и регулатори напона, и остала кола "дозвољавају значајно повећање у протоку али захтевају већу површину чипа“. Примери укључују CRC детекцију грешака, терминацију на чипу, распрснут хардвер, програмабилни пајплајн, ниска импеданса, и повећана потреба за сенс појачалима (услед смањења броја битова у битлинији због ниског напона). Аутори су напоменули да је као резултат, површина чипа коришћена за меморијски низ опадала временом од 70–78% код SDRAM и DDR1, преко 47% за DDR2, до 38% за DDR3 и потенцијално на мање од 30% за DDR4.
Спецификација дефинише стандарде за x4, x8 и x16 меморијске уређаје капацитета од 2, 4, 8 и 16Gib.

### Шифровање команди
Иако фундаментално и даље исто функционише, DDR4 доноси једну значајну промену у формат команди коришћен код претходних SDRAM генерација. Нови командни сигнал /ACT на ниском нивоу означава активирај (open row) команду.
Активирај команда захтева више адресних битова него било која друга (адресни битови од 18 редова код 8 Gb модула), па су стандардни /RAS, /CAS и /WE сигнали дељени са адресним битовима вишег реда који нису у употреби када је /ACT на високом логичком нивоу. Комбинација /RAS=L, /CAS=H и /WE=H који су претходно кодирали активирај команду се не користи.
Као и код претходних SDRAM кодирања, A10 се користи да изабере варијанте команди: аутоматско претпуњење код команди читања и писања, и један блок против свих блокова за команду претпуњења. Такође селектује две варијанте ZQ калибрационе команде.
In addition, A12 is used to request burst chop: truncation of an 8-transfer burst after 4 transfers. Although the bank is still busy and unavailable for other commands until 8 transfer times have elapsed, a different bank can be accessed.
Такође, број адреса блокова је знатно повећан. Постоје 4 бита одабира блока, ради одабира до 16 блокова унутар сваке DRAM: 2 бита за адресирање блока (BA0, BA1), и 2 за адресирање групе блокова (BG0, BG1). Постоје додатне тактовне рестрикције при приступању блоковима унутар исте групе блокова; брже је приступити блоку из друге групе блокова.
Постоје и 3 сигнала одабира чипа (C0, C1, C2), који омогућују да се до 8 наслаганих чипова смести унутар једног DRAM пакета. Они ефективно служе као три додатна бита одабира блока, што даје укупно до 7 (128 могућих блокова).
| /CS | BGn, BAn | /ACT  | A17         | A16 /RAS    | A15 /CAS    | A14 /WE     | A13         | A12         | A11         | A10         | A9–0        | Команда                           |
| --- | -------- | ----- | ----------- | ----------- | ----------- | ----------- | ----------- | ----------- | ----------- | ----------- | ----------- | --------------------------------- |
| H   | — x —    | — x — | — x —       | — x —       | — x —       | — x —       | — x —       | — x —       | — x —       | — x —       | — x —       | Уклони селекцију (нема операције) |
| L   | блок     | L     | адреса реда | адреса реда | адреса реда | адреса реда | адреса реда | адреса реда | адреса реда | адреса реда | адреса реда | Активирај (activate): отвори ред  |
| L   | x        | H     | x           | H           | H           | H           | — x —       | — x —       | — x —       | — x —       | — x —       | Нема операције                    |
| L   | x        | H     | x           | H           | H           | L           | x           | x           | x           | дуго        | x           | ZQ Калибрација                    |
| L   | блок     | H     | x           | H           | L           | H           | x           | BC          | x           | AP          | Колона      | Читање (BC=burst chop)            |
| L   | блок     | H     | x           | H           | L           | L           | x           | BC          | x           | AP          | Колона      | Уписивање (AP=auto-precharge)     |
| L   | x        | H     | x           | L           | H           | H           | — x —       | — x —       | — x —       | — x —       | — x —       | (Недодељен, резервисан)           |
| L   | x        | H     | x           | L           | H           | L           | x           | x           | x           | H           | x           | Унапред напуни све блокове        |
| L   | блок     | H     | x           | L           | H           | L           | x           | x           | x           | L           | x           | Унапред напуни један блок         |
| L   | x        | H     | x           | L           | L           | H           | — x —       | — x —       | — x —       | — x —       | — x —       | Освежи                            |
| L   | регистар | H     | 0           | L           | L           | L           | 0           | подаци      | подаци      | подаци      | подаци      | Постави мод регистре (MR0–MR6)    |

Напомена: x битови су неважне вредности ("don't care"), али морају имати исправан напон, или 0 или 1.
Стандардне брзине трансфера су 1600, 1866, 2133 и 2400 MT/s. (12/15, 14/15, 16/15 и 18/15 GHz брзине радног такта, двострука брзина преноса). 2666 и 3200 MT/s (20/15 и 24/15 GHz брзине радног такта) су доступне, али спецификације још није довршњна.

### Разматрања дизајна
Неке кључне тачке за дизајн интегрисаних кола и штампаних плоча су идентификоване од стране DDR4 тима у Micron Technology:
Дизајн интегрисаних кола:
- VrefDQ калибрација (DDR4 "захтева да VrefDQ калибрација буде извршавана од стране контролера");
- Нове шеме адресирања ("груписање блокова", ACT_n као замена за RAS#, CAS#, и WE# команде, PAR и Alert_n for error checking и DBI_n за инверзију магистрале података);
- Нова својства за чување енергије (аутоматско самоосвежавање уз малу потрошњу струје, освежавање контролисано температуром, освежавање са фином гранулацијом, инверзија магистрале података, и CMD/ADDT кашњење).

Дизајн штампане плоче:
- Нови извори напајања (VDD/VDDQ на 1.2V и VPP на 2.5V);
- VrefDQ мора бити интерно повезан на DRAM док је VrefCA повезан спољашње са плоче;
- DQ пинови искључују високо помоћу pseudo-open-drain улаза/излаза (ово се разликује од CA пинова код DDR3 који су централно закачени за VTT).[43]

### Паковање модула
DDR4 меморија долази у модули од 288 пинова, аналогно 240-пинским DDR2/DDR3 модулима.‍:11 Пинови су постављени ближе један другом (0.85 mm уместо 1.0) да би задовољили стандардну (133.35 mm) дужину модула, висина незнатно повећана на (31.25 mm уместо 30.35 mm) да би се олакшало усмеравање сигнала, и дебљина је повећана (на 1.2 mm са 1.0) да би се сместило више сигналних слојева.
DDR4 SO-DIMM модули имају 256 пинова (уместо 204), међусобно збијених (на размак од 0.5 mm уместо 0.6), шири су за 1.0 mm (68.6 mm уместо 67.6), али задржавају исту висину од 30 mm.‍:11